# ソビエト連邦の宇宙開発

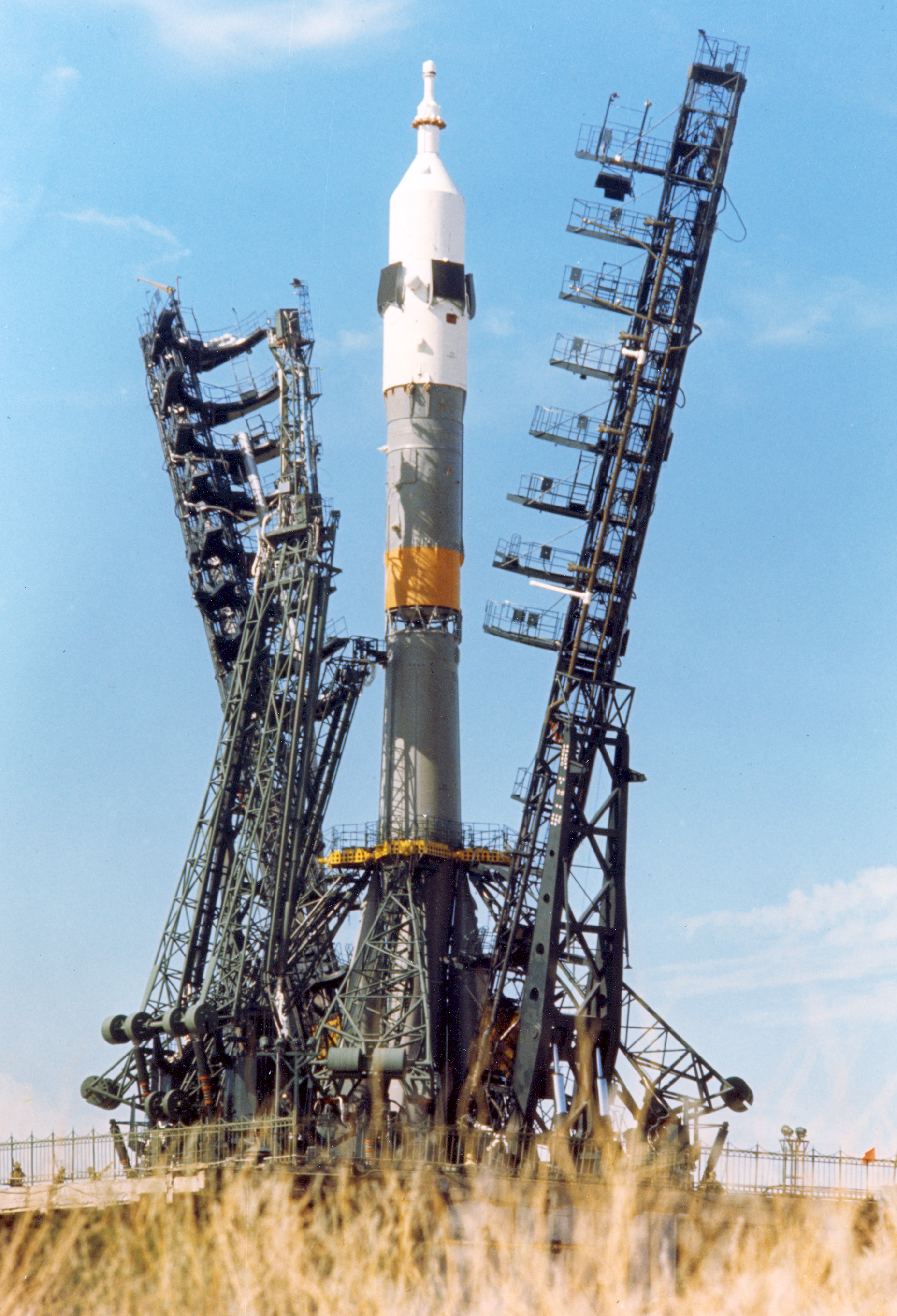
ソユーズロケット。初の信頼性のある地球軌道上への輸送装置であった。

ソビエト連邦の宇宙開発（ソビエトれんぽうのうちゅうかいはつ）では、1930年代から1991年の崩壊までの、ソビエト連邦によるロケット開発計画と宇宙開発計画全般について述べる。
ソ連の60年を超える歴史において、おもに機密扱いのこの計画は宇宙開発分野において数多くの偉業を成し遂げた。世界初となる業績の例を挙げると、大陸間弾道ミサイル（1957年, R-7）、人工衛星（1957年, スプートニク1号）、宇宙へ行った動物（1957年, ライカ）、有人宇宙飛行（1961年, ユーリイ・ガガーリン）、人工惑星（1959年, ルナ1号）、月面衝突（1959年, ルナ2号）、月面着陸（1966年, ルナ9号）、宇宙ステーション（1971年, サリュート1号）、火星着陸（1973年, マルス3号）などがある。
ソ連の計画はロケットの父ツィオルコフスキーから派生する、ロシア独自の理論的発展を元としていた。戦後のソ連のロケット開発と宇宙計画は、ナチスドイツのロケット計画に参加し戦後ソ連に連行されたドイツ人の工学者・科学者の協力の下で進められていたが、1955年からはソ連の工学者・科学者が中心となって開発を進めた。
セルゲイ・コロリョフは第1設計局の主任であり、「チーフデザイナー」と公的に呼ばれた。宇宙開発競争の競争相手であったアメリカ合衆国は、政府機関や軍部などの宇宙開発をNASAへ統合し、NASAを唯一の調整機関としていたが、ソ連側の宇宙計画は多数の競合する開発グループ（設計局）に分散しており、内部での争いや非効率の原因にもなった。
計画の機密性、プロパガンダ的価値により、成功が確定するまでミッションの成果は公表されず、失敗した計画には後年まで公表されずにいたものもあった。最終的に、1980年代の ミハイル・ゴルバチョフのグラスノスチ政策の結果として、宇宙計画に関する多くの事実が機密解除された。それらには、ソユーズ1号によるウラジーミル・コマロフの死、ユーリイ・ガガーリンの死、N-1ロケットの度重なる失敗などが含まれていた。
ソ連の宇宙開発の特徴のひとつがクラスターロケット方式の採用である。既存のロケットエンジンを多数束ねる事で容易にロケット全体の推力を増すこの方式は、ドイツ人技術者達の発案を基に開発され、ソ連が初の人工衛星・有人宇宙飛行を達成してアメリカに勝利を収めた原動力のひとつとなったが、有人月着陸においてはN-1ロケット1段目の30連ものクラスターロケットの制御という難題が仇となり、実現できずに終わっている。
ソビエトの宇宙計画はソ連崩壊によって消滅し、ロシア連邦とウクライナがこれらの遺産を受け継ぐこととなった。現在、ロシアではロシア連邦宇宙局によって、ウクライナではウクライナ国立宇宙機関によって宇宙開発が行われている。

## 初期の開発
宇宙開発の理論は第一次世界大戦前のロシア帝国時代に、ツィオルコフスキーによって確立された。彼は19世紀後半から20世紀初頭にかけて先進的な論文を公表し、中には多段式ロケットの概念も含まれていた。宇宙開発の技術面は1920年代・30年代のロケット研究グループ、GIRD（Группа изучения реактивного движения, Gruppa izucheniya reaktivnogo dvizheniya, 略称: ГИРД, 反動推進研究グループ）による初期の実験によって確立された。GIRDではドイツの工学者フリードリッヒ・ザンデルや後のチーフデザイナー、セルゲイ・コロリョフが働いていた。
1933年8月19日、GIRDはソビエト初となる液体燃料ロケットGird-09を打ち上げ、同年11月25日には初のハイブリッド燃料ロケットGIRD-Xを打ち上げる。これとは別に、1940年から41年の間の多連装ロケットランチャー、カチューシャの開発と生産により、ソ連の推進力研究が前進する。
第二次世界大戦後、ナチスの遺産、特にV2ロケット工場から取得した図面によるリバースエンジニアリングによってロケット工学研究は飛躍する（アメリカもペーパークリップ作戦によりV2ロケットと科学者をアメリカに移送している）。ドイツ人技術者達は当初、ドイツ国内で開発を進めていたが、1946年10月にトヴェリ州のセリゲル湖のグロドミリャ島等、複数の開発拠点へソビエトのロケット計画を支援する目的で収容される。1947年初頭にソビエトはドイツからすべてのロケット技術の開発をソビエト国内への移送を完了して1947年の秋にソビエト/ドイツ合同チームはカスピ海の北部のカプースチン・ヤール近郊の草原地帯で11機のV2ロケットを打ち上げた。
ドミトリー・ウスチノフの指示の下、セルゲイ・コロリョフは図面を精査した。ドイツ人科学者、特にヘルムート・グレトルップの助けを借りて、V2ロケットの複製R-1を製作する。ただし、ソ連の核弾頭を搭載するには更なる強力なブースターが要求された。コロリョフは1930年代後半に自らが実験していた極低温燃料を使用するロケットエンジンの開発に専念した。最終的にこの仕事は大陸間弾道ミサイルR-7の開発に帰結し、1957年8月の試験に成功する。この有効射程と5トンにも及ぶペイロード能力は核戦略上の実用性のみならず、宇宙ロケットとしても優れた土台となった。
コロリョフはドイツ人に教えを請うたり、ドイツ人達が隔離されている島を訪問したことは無かったが、対照的にOKB-456のヴァレンティン・グルシュコは積極的にドイツ人達からノウハウを吸収した。ドイツ人技術者達には新設計のエンジンの詳細は知らされず、RD-100の生産が軌道に乗ってからは彼らの支援はもはや必要なかった。
グルトレップ達のチームはコロリョフのチームの開発していたR-2と競合するより先進的なG-1の開発を進めていた。G-1は大きさこそV2と同じだったものの、推進剤のタンクが荷重を負担するようにして構造体を軽量化する事により、推進剤の搭載量を増やし、大気圏再突入時に弾頭を分離式にして、誘導、制御を地上から電波で行うようにして機載の誘導装置を可能な限り簡略化する仕様だった。推進剤のタンクに荷重を負担させるという概念自体は既に1920年代初頭にヘルマン・オーベルトが彼の著作でタンクに荷重を分担させるべきであると記していて、1941年にペーネミュンデを訪問時にも提言していたが、当時は軽量化よりも早期の実用化が優先されており、採用されなかった。エンジンの配置も大幅に変更され、推進剤を供給するポンプを駆動するタービンは燃焼室からのガスで直接駆動された。新しい無線制御装置により、精度が向上した。速度は単に計測されただけでなく、無線で軌道を修正された。エンジンの推力を制御することで速度を調整する事は画期的で1955年にこの装置(RKS)は開発されたが、1957年にR-7大陸間弾道ミサイルに搭載されるまで実用に供されなかった。誘導装置も簡略化され、1自由度のジャイロスコープが備えられ、V2ではAskaniaという油圧式の操舵装置が搭載されていたが、G-1では空圧式に変更され、これにより付随装置も大幅に軽量化され、構造体の重量は3.17トンから1.87トンに大幅に軽量化され、弾頭重量は750kgから950kgへ増加して、尾翼は小型化され、機体は軽合金製になった。それらは当時のソビエトの工業水準では先進的過ぎるとの理由により、開発は中止されたが、誘導装置等の要素技術は後のソビエト製のロケットに導入された。

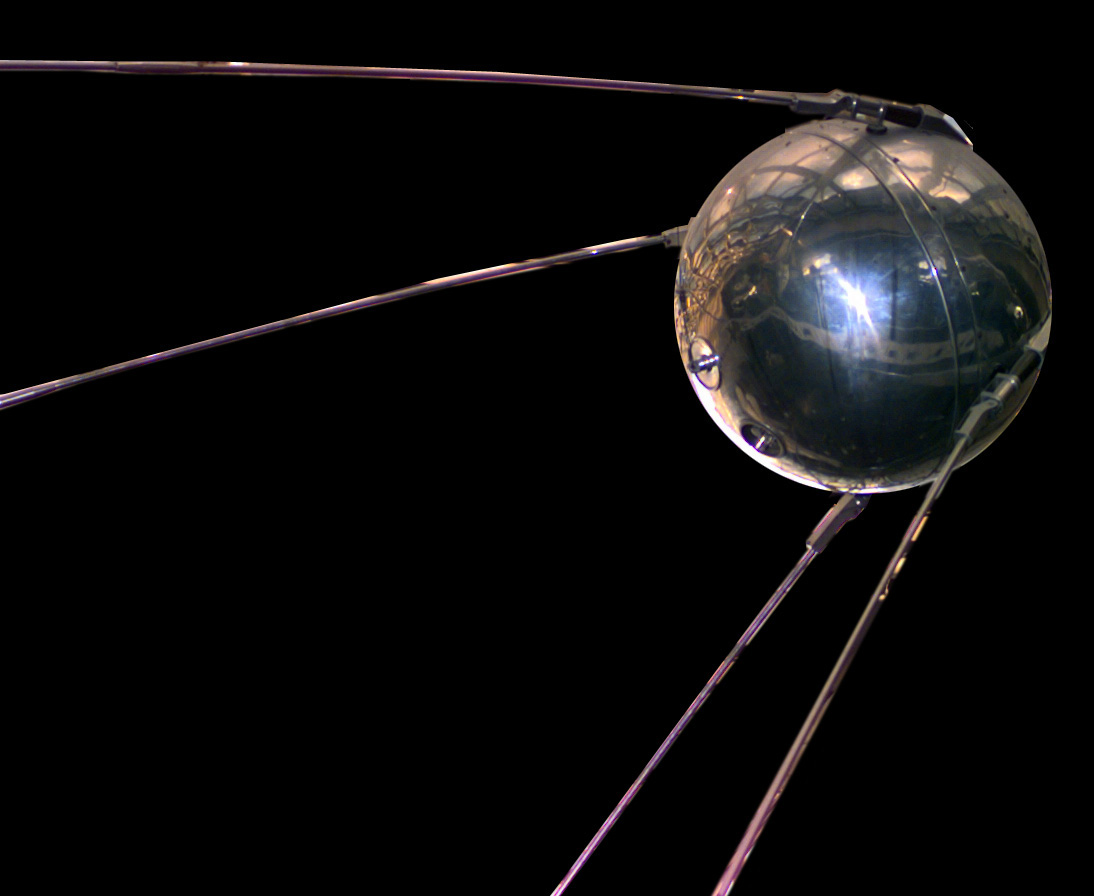
スプートニク1号。重量:83.6 kg

ソ連の宇宙計画は五カ年計画と繋がっており、当初からソ連軍の援助に依存していた。1956年1月、スプートニク計画と4機の軍事偵察衛星（ゼニット）が承認された。同時に無人月探査と1964年までの有人飛行が予定された。世界初の人工衛星、スプートニク1号によるプロパガンダが成功したと判明すると、コロリョフは有人計画を迅速化するように命じられた。有人宇宙船の設計はゼニット計画と結合してボストークを生み出すに至った。
1966年のコロリョフの死後、ボストーク1号の設計者であったケリム・ケリモフは有人飛行における委員会の議長に任命され1991年までの25年間委員会を率いた。ケリモフの最大の業績の一つは1986年のミールの打ち上げであった。

## 内部競争

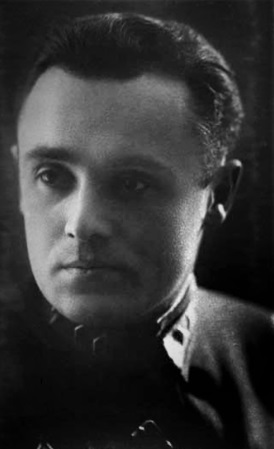
セルゲイ・コロリョフ

アメリカの宇宙計画はNASAが唯一の調整機関であり、1960年代のほとんどを通じてジェイムズ・ウェッブ長官が指揮を執ったのとは異なり、ソ連の宇宙計画はコロリョフ、ミハイル・ヤンゲリ、ヴァレンティン・グルシュコ、ウラジーミル・チェロメイに率いられた、複数の設計グループ（設計局）に分かれていた。
1957年から1961年のスプートニクの成功と1961年から1964年のボストークの成功を受けて、コロリョフの第1設計局は影響力を増し、月への有人探査と常駐宇宙ステーションの中心となるべきソユーズとN-1ブースターと共に計画を進める予定だった。しかし、ドミトリー・ウスチノフはコロリョフに非常に信頼性の高いボスホートと使った地球近傍計画と金星や火星への無人惑星探査計画に専念するように指示した。
ヤンゲリはコロリョフの助手をしていたが、1954年にソ連軍の援助によって自分の設計局を与えられ、おもに軍事宇宙計画へ従事した。この設計局にはハイパーゴリック推進剤の使用を含めた強力なロケットエンジン設計チームがいたが、1960年のニェジェーリンの大惨事を受けて、ヤンゲリはICBMの開発に専念するよう指示を受ける。彼は軍事的利用と将来の宇宙ステーション建設への輸送利用の両方のために、コロリョフのN-1ロケットに似たデザインの独自の大型ブースターの開発を続けた。
グルシュコはロケットエンジンの主任設計者であったが、コロリョフとの個人的衝突があり、コロリョフが必要としていた大型シングルチャンバー極低温エンジンの開発を拒否した。
チェロメイはフルシチョフの支援を受け、1960年に月や軍事宇宙ステーションに有人船を送るロケットの開発という仕事を与えられるが、経験に乏しく彼の開発は遅れた。
1960年代初頭の一時期には、ソ連の宇宙計画は30ものロケットや宇宙機の開発プロジェクトを抱えており、設計局の主任は互いに争い、自らのプロジェクトを実現させるため共産党や軍の首脳との個人的な関係構築に追われていた。結果、これら乱立するプロジェクトに予算は分散してしまった。
フルシチョフの失脚により、1964年コロリョフは有人飛行計画の完全な指揮権を与えられる。

## コロリョフの死後
コロリョフは1966年1月に大腸癌の手術中に心肺停止し、死去する。ヴァシーリー・ミシンはコロリョフの後任として第1設計局長となり、1967年に有人月周回、1968年に有人月面着陸を果たす予定であった。

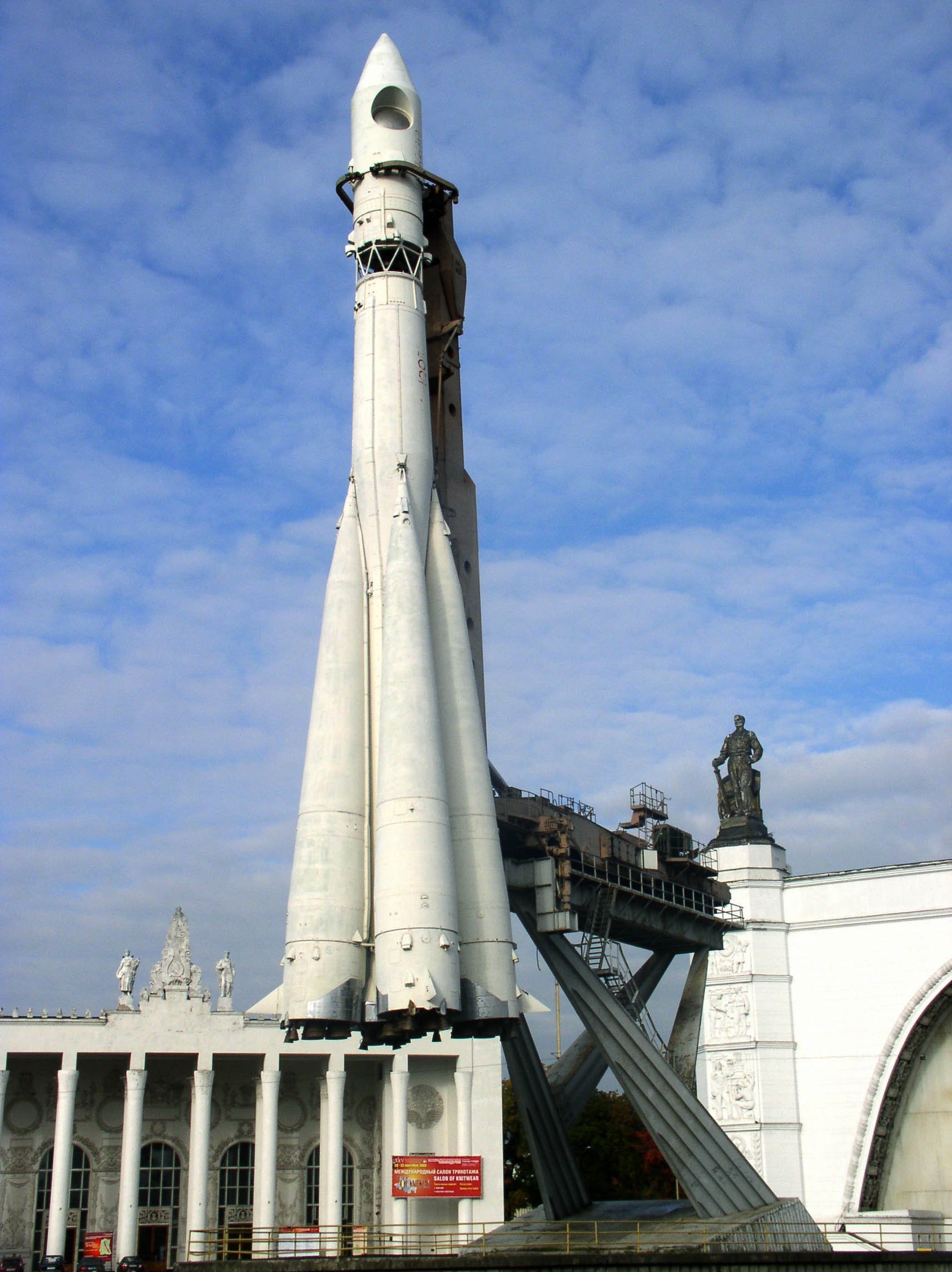
前スペースパビリオン：全ロシア博覧センター

ミシンはコロリョフのような政治的権力を欠いており、他の設計局の主任たちとの競争と向き合わなくてはならなかった。この重圧の下、ミシンは1967年、無人試験に一度も成功していないにもかかわらずソユーズ1号の打ち上げを承認する。このミッションは設計上に問題が存在することが分かりつつも実行され、ソユーズ1号は地面に激突、ウラジーミル・コマロフを死亡させた。
この惨事による新たな重圧の下、ミシンは飲酒問題を起こす。1968年のアポロ8号による有人月周回によってアメリカに先を越されてしまい、ソ連は軽く打ちひしがれていたが、ミシンは問題のあったN-1ロケットの開発を推し進める。
1969年1月にソユーズ4号とソユーズ5号によるランデブー、ドッキング、船員移動が行われ、成功する。これらは月面着陸に使用される技術であり、LK着陸船の試験も地球軌道上で成功する。しかし、後のN-1ロケットの無人発射試験が4度失敗に終わり、開発が放棄される。これによってソ連は月面有人着陸を行う機会を失い、アポロ11号の人類初の有人月面着陸を許すことになる。
この失敗を受けて1970年、チェロメイは当時アメリカが宣言していたスカイラブ計画の対抗手段として、自身の推進するアルマース軍事宇宙ステーション計画がウスチノフによって承認されると確信した。
ミシンは未だ、後にサリュート計画となる宇宙ステーション計画の指揮権を持っていたが、サリュート1号にドッキングしたソユーズ11号の大気圏再突入時にクルー3人全員が死亡してしまった事故の致命的な原因が、圧力スーツなしで3人を乗せるという彼の決定にあったことが発覚し問題となった。
ミシンは多くの計画から外され、チェロメイはサリュートの指揮権を再び得た。NASAとのアポロ・ソユーズテスト計画の仕事の後、ソ連の司令部は新しい運営方法が必要だとして1974年に、N-1ロケット計画の打ち切りとミシンの免職を決定する。グルシュコを設計主任としてNPO エネルギア設計局が作られた。

## 失敗
ソ連の計画は様々な事故や失敗に苦しんだ。
ソ連の宇宙計画は五カ年計画という政府の経済計画と結びつきがあり、これは1961年に始まったアメリカのアポロ計画に対応することを困難にさせた。なぜなら次の五カ年計画は1964年まで待たなければならなかったからである。また、集権的計画と生産目標への固執が、中間管理者とエンジニアに装置の欠点を報告させることを困難にし、後の低質な品質管理へと繋がった。
1960年10月24日にバイコヌール宇宙基地で大陸間弾道ミサイルR-16が発射台上で爆破、数百人の命が失われた（ニェジェーリンの大惨事）。
1961年3月23日、初の宇宙飛行士事故が発生した。ヴァレンチン・ボンダレンコが低圧力高濃度酸素の中での火事によって死亡したのである。
ボスホート計画は2度の有人飛行の後、ソ連の指導者の交代とボスホート2号のトラブルにより中止される。もし仮に中断されていなければ、20日にも及ぶ長期宇宙滞在、女性による宇宙遊泳、命綱なしの宇宙遊泳などの「世界初」の名誉はソ連のものとなっていた可能性がある。
コロリョフ、コマロフ、ガガーリンの死が3年間のうちに連続して起こり、これは明らかにソ連の宇宙計画に暗い影を落とした。
ソ連は世界初の有人月探査を大型ロケットN-1で達成しようとしたが、4機とも試験飛行で打ち上げられてすぐに爆発している。1969年7月20日、アメリカ合衆国はアポロ11号によって月に人類を着陸させ、宇宙開発競争を制した。
1975年4月5日、2人の宇宙飛行士をサリュート4号に運ぶソユーズロケットの2段目が動作不良を起こし、結果的に初の有人ランチアボート（launch abort, 緊急分離）を行った。
1980年3月18日、ボストークロケットが発射台の上で爆発し、58人が死亡した。
1983年9月、2人の宇宙飛行士をサリュート7号へ運ぶためのソユーズロケットが発射場で爆破したが、ソユーズのカプセルアボートシステムが作動し、2人は助かった。

## 計画の一覧
ソ連は数多くの計画に着手していた。実行されずに終わった計画も含む。

### 有人計画
- アルマース計画：軍事宇宙ステーション
- ミール：宇宙ステーション
- サリュート計画：宇宙ステーション
- ソユーズ計画：宇宙船
- ボストーク計画：有人宇宙船。コラブリ・スプートニクも参照。
- ボスホート計画：有人飛行計画
- TKS：宇宙船

### 探査計画
- ルナ計画：月のフライバイ・周回・衝突・着陸・無人車・サンプルリターン計画
- ゾンド計画：惑星探査計画
- マルス計画：火星探査計画
- フォボス計画：火星探査計画
- ベネラ計画：金星探査計画
- ベガ計画：金星・ハレー彗星探査計画

### 人工衛星
- スプートニク計画：人工衛星
- メテオール衛星：気象衛星
- モルニヤ衛星：通信衛星
- コスモス衛星：おもに軍事衛星
- プロトン衛星：粒子研究
- ビオン衛星：生物衛星

### 実現しなかった計画
- ブラン計画(en)：宇宙往還機。エネルギアも参照。
- プチーチュカ：ブランと同じ宇宙往還機種2号機
- ブラン2.01：第2世代宇宙往還機
- MiG-105：スペースプレーン
- ソ連の有人月旅行計画 - ソユーズL1計画・ソユーズL3計画
- TMK：火星・金星への有人探査計画
- MPK：火星有人探査計画

## 業績の一覧

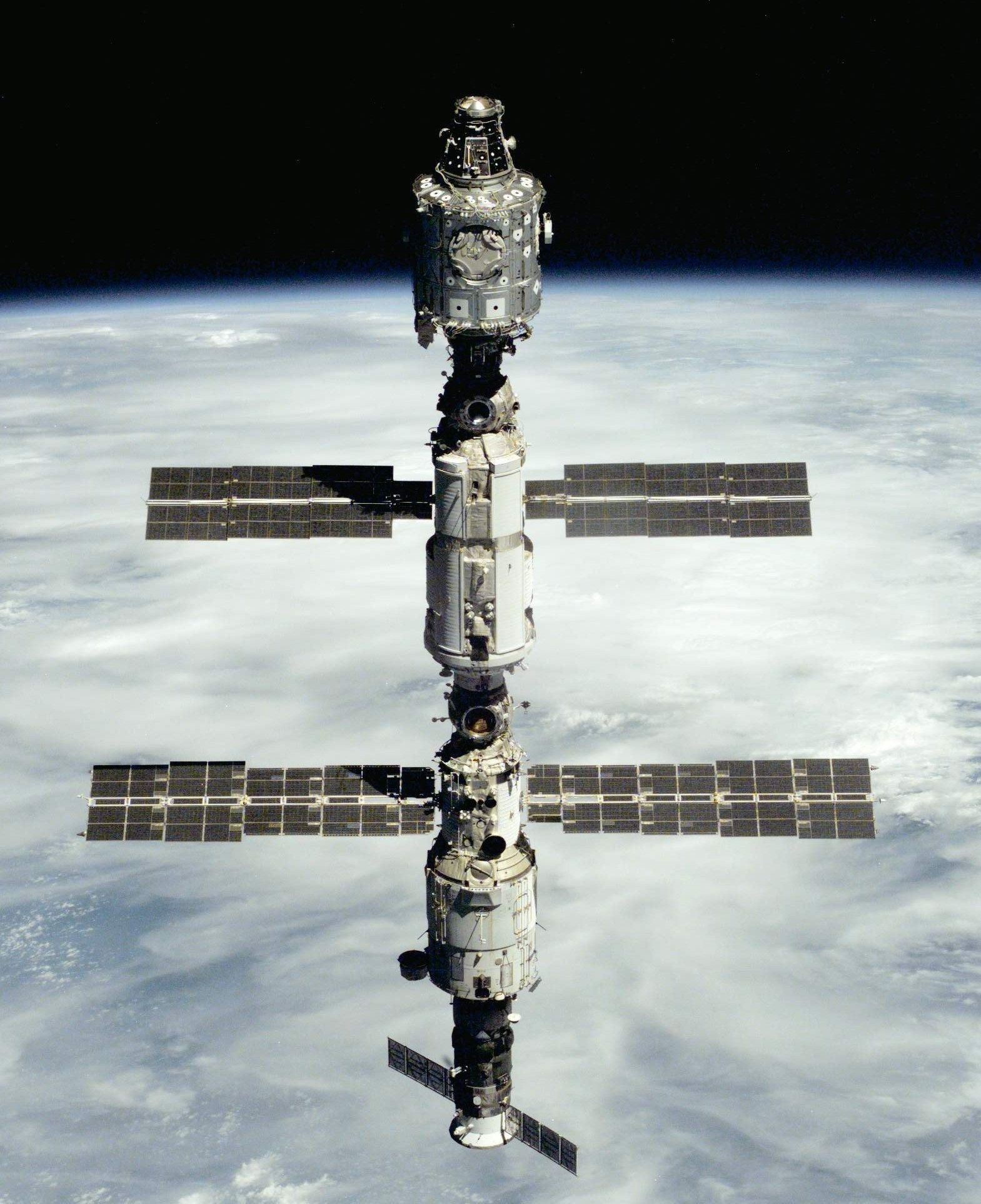
ミールの遺産。国際宇宙ステーションのコアモジュール。ISS計画の第2フェーズ。

| 年号   | 内容（すべて世界初）                                               | 達成した機体（達成した人名）                         |
| ------ | ------------------------------------------------------------------ | ---------------------------------------------------- |
| 1957年 | 大陸間弾道ミサイル                                                 | R-7                                                  |
| 1957年 | 人工衛星                                                           | スプートニク1号                                      |
| 1957年 | 地球軌道へ到達した動物                                             | スプートニク2号（ライカ）                            |
| 1959年 | 地球軌道上で推進剤の噴射。地球軌道を抜け出した人工物               | ルナ1号                                              |
| 1959年 | 宇宙空間における相互データ通信                                     | ルナ1号                                              |
| 1959年 | 月近傍を通過した人工物。人工惑星                                   | ルナ1号                                              |
| 1959年 | 月に衝突した探査機                                                 | ルナ2号                                              |
| 1959年 | 月の裏側を撮影                                                     | ルナ3号                                              |
| 1960年 | 地球軌道から安全に帰還した生物                                     | スプートニク5号（ベルカ、ストレルカ）                |
| 1960年 | 火星探査機                                                         | Marsnik 1                                            |
| 1961年 | 金星探査機                                                         | ベネラ1号                                            |
| 1961年 | 有人宇宙飛行                                                       | ボストーク1号（ユーリイ・ガガーリン）                |
| 1961年 | 宇宙で1日以上滞在した人間。宇宙で睡眠した人間                      | ボストーク2号（ゲルマン・チトフ）                    |
| 1962年 | 2人同時の有人宇宙飛行                                              | ボストーク3号・ボストーク4号                         |
| 1963年 | 宇宙に行った女性                                                   | ボストーク6号（ワレンチナ・テレシコワ）              |
| 1964年 | 複数人（3人）が搭乗した宇宙船                                      | ボスホート1号                                        |
| 1965年 | 宇宙遊泳                                                           | ボスホート2号（アレクセイ・レオーノフ）              |
| 1965年 | 地球以外の惑星（金星）に衝突した探査機                             | ベネラ3号                                            |
| 1966年 | 月に軟着陸。月面から通信。                                         | ルナ9号                                              |
| 1966年 | 月周回軌道観測の探査機                                             | ルナ10号                                             |
| 1967年 | 無人ランデブー。無人ドッキング                                     | コスモス186号・コスモス188号                         |
| 1969年 | 地球軌道上で有人船のドッキング。クルーの交換                       | ソユーズ4号・ソユーズ5号                             |
| 1970年 | 地球以外の天体（月）からの自動無人サンプルリターン                 | ルナ16号                                             |
| 1970年 | 月面車                                                             | ルノホート1号                                        |
| 1970年 | 地球以外の惑星（金星）の表面からのデータ送信                       | ベネラ7号                                            |
| 1971年 | 宇宙ステーション                                                   | サリュート1号                                        |
| 1971年 | 地球以外の惑星（火星）を周回した探査機。火星の表面に到達した探査機 | マルス2号                                            |
| 1975年 | 金星を周回した探査機。金星の表面から写真を撮影                     | ベネラ9号                                            |
| 1984年 | 宇宙遊泳を行った女性                                               | サリュート7号（スベトラーナ・サビツカヤ）            |
| 1986年 | 異なる宇宙ステーションを訪れた人物                                 | ミール・サリュート7号                                |
| 1986年 | 長期的有人宇宙ステーション                                         | ミール                                               |
| 1987年 | 宇宙で1年以上滞在した人間                                          | TM-4・ミール（ウラジーミル・チトフ、ムサ・マナロフ） |